# 巴德蓋爾湖
巴德蓋爾湖（Loch Bad a' Ghaill）是蘇格蘭西北部一個偏遠的深水淡水湖，位於阿勒浦以北10英里處，緊鄰勒爾蓋恩湖西北方。該湖地處科伊加赫半島，行政區劃屬韋斯特羅斯的洛赫布魯姆。 科伊加赫與鄰近的阿辛特地區因景色優美，被聯合劃定為「阿辛特-科伊加赫國家風景區」，此類風景區在蘇格蘭共有40處。 湖區西北方最近的聚居地是阿希爾蒂比埃。

## 地理特徵
巴德蓋爾湖是三座呈東西走向的湖泊之一，湖水最終注入埃納德灣。最東南方的勒爾蓋恩湖先流入小型湖泊巴德納哈克萊斯湖，再注入巴德蓋爾湖，最後匯入大型湖泊奧斯蓋格湖，經無名溪流進入小型的加維灣。
這三座湖泊位於長形谷地中，周邊環繞著連綿的山峰與山脊。湖西側矗立著海拔769米的庫爾比格山。湖南岸是海拔587.5米的斯戈爾圖阿特山（Sgòrr Tuath）。湖中段北側可見斯塔克波萊山（Stac Pollaidh）。靠近海岸線的南側有一道山脊，其中海拔181米的小山峰「米爾多雷安希恩」（Meall Doire an t-Sidhein）隨著接近埃納德灣而逐漸平緩。

## 漁業
由於位置偏遠且環境險峻，巴德蓋爾湖極少有人前來垂釣。湖中棲息著約8盎司重的小型鱒魚，以及海鱒和鮭魚。 當地常用的假餌包括「黑祖魯」、「士兵帕爾默」和「彼得羅斯」。